# Stefen Wisniewski
Stefen David Wisniewski (Pittsburgh, 22 marzo 1989) è un giocatore di football americano statunitense che gioca attualmente nel ruolo di guardia per i Pittsburgh Steelers della National Football League (NFL). Fu scelto nel corso del secondo giro (48º assoluto) del draft NFL 2011 dagli Oakland Raiders. Al college giocò a football a Penn State.

## Carriera

### Oakland Raiders
Wisniewski fu scelto nel corso del secondo giro del Draft 2011 dagli Oakland Raiders. Il 29 luglio firmò un contratto quadriennale per un totale di 4,13 milioni di dollari, inclusi 1,507 milioni di bonus alla firma. Prima dell'inizio della stagione regolare venne spostato nel ruolo di guardia. Il 12 settembre debuttò come professionista contro i Denver Broncos. Il 25 settembre contro i New York Jets disputò una prova d'alto profilo contribuendo a far guadagnare alla sua squadra 234 yard su corsa e concendendo un solo sack, vincendo il titolo di miglior rookie della settimana. Chiuse la stagione regolare giocando 16 partite tutte da titolare.
Nella stagione successiva saltò la prima partita contro i San Diego Chargers per un infortunio al polpaccio subito nella pre-stagione. Rientrò la settimana successiva e giocò le altre 15 partite tutte da titolare.
Nella settimana 3 del 2013 contro i Denver Broncos durante uno snap fece un fumble, poi recuperato dal proprio compagno di squadra Terrelle Pryor. È rimasto fuori per un infortunio al ginocchio 3 partite. Nella settimana 9 contro i Philadelphia Eagles durante lo snap commise un fumble, poi recuperato dal compagno di squadra Matt McGloin sulle 2 yard avversarie. Chiuse giocando 14 partite tutte da titolare, saltandone 2 per un infortunio al ginocchio. L'anno successiva, l'ultimo ai Raiders, disputò tutte le 16 gare come partente.

### Jacksonville Jaguars
Il 18 aprile 2015, Wisniewski firmò un contratto annuale del valore di 2,5 milioni di dollari con i Jacksonville Jaguars.

### Philadelphia Eagles
Il 4 aprile 2016, Wisniewski firmò un contratto di un anno con i Philadelphia Eagles. Il 10 marzo 2017 firmò un nuovo rinnovo triennale. Nel corso della stagione 2017, Wisniewski fu spostato nel ruolo di guardia sinistra poiché gli Eagles, nel ruolo di centro, optarono per schierare Jason Kelce. Il 4 febbraio 2018 allo U.S. Bank Stadium di Minneapolis partì come titolare nel Super Bowl LII vinto contro i New England Patriots per 41-33, il primo trionfo della storia della franchigia. Il 31 agosto 2019 fu svincolato.

### Kansas City Chiefs
Il 9 ottobre 2019, Wisniewski firmò con i Kansas City Chiefs. Il 2 febbraio 2020 partì come titolare nel Super Bowl LIV contro i San Francisco 49ers che i Chiefs vinsero per 31-20, conquistando il primo titolo dopo cinquant'anni.

### Pittsburgh Steelers
Il 26 marzo 2020 Wisniewski firmò un contratto biennale con i Pittsburgh Steelers.

## Palmarès

### Franchigia
- Super Bowl : 2

Philadelphia Eagles: LII
Kansas City Chiefs: LIV
- National Football Conference Championship: 1

Philadelphia Eagles: 2017
- American Football Conference Championship: 2

Kansas City Chiefs: 2019, 2020

### Individuale
- PFWA All-Rookie Team - 2011
- Pepsi NFL Rookie della settimana: 1

3ª del 2011

## Famiglia
Wisniewski è il figlio di Leo Wisniewski che giocò per quattro stagioni con i Colts come nose tackle ed il nipote di Steve Wisniewski, otto volte Pro Bowler con gli Oakland Raiders.